# Assedio di Aorno
L'assedio di Aorno fu intrapreso nell'aprile del 326 a.C. da Alessandro Magno, mentre era in marcia verso l'India, contro gli Assaceni nell'alta valle dell'Indo, nell'attuale Pakistan.
Questo assedio, da non confondere con l'assedio che portò alla cattura di Rossane nel 327 a.C., è raccontato da Diodoro Siculo (Biblioteca storica, XVII, 85, 3-7), da Curzio Rufo (Storia di Alessandro Magno, VIII, 11, 6-7) e soprattutto da Arriano (Anabasi, IV, 29-30). Arriano fornisce una testimonianza dettagliata basata sui resoconti di Tolomeo, che prese parte attiva all'assedio, e di Aristobulo, anch'egli contemporaneo della conquista. Tuttavia, i loro racconti divergono su diversi punti, in particolare riguardo alla strategia che permise ad Alessandro di prendere la fortezza.

## La campagna di Alessandro nell'alta valle dell'Indo
All'inizio della primavera del 326 a.C., gli Assaceni, insieme agli Aspasii e ai Gurei, popoli dell'alta valle dell'Indo, si ribellarono all'avanzata di Alessandro Magno, che si dirigeva verso l'India. Sotto il comando di Aphrikès (o Afraka), gli Assaceni radunarono un esercito imponente, composto da 30000 fanti, 2000 cavalieri e 30 elefanti da guerra, oltre ad aver reclutato 9000 mercenari indiani. Alessandro intraprese quindi il difficile assedio della loro capitale, Massaga (l'attuale Chakdara), durante il quale rimase ferito e ordinò il massacro di 7000 mercenari indiani. Successivamente, affidò a Ceno la conquista di Bazira, un'altra roccaforte assacena. I superstiti assaceni dell'assedio di Massaga trovarono rifugio ad Aorno. Alessandro non poteva permettersi che le sue linee di rifornimento fossero interrotte, perciò risalì l'alta valle dell'Indo per assediarla, stimolato non poco anche dalle leggende che si raccontavano su Eracle, secondo le quali non riuscì a espugnare questa rocca.

## Svolgimento

### Preparativi e primi assalti
Alessandro guidava un esercito composto da ipaspisti, falangiti (al comando di Ceno), arcieri, peltasti agriani, 200 cavalieri eteri e 100 arcieri a cavallo.
Inizialmente, Alessandro dispiegò truppe leggere ai piedi della rocca per preparare l'assalto. Alcuni abitanti gli indicarono una posizione vantaggiosa su uno sperone lungo il passaggio che conduceva alla sommità. Tolomeo fu inviato a capo degli Agriani e degli ipaspisti per costruire una palizzata e uno sbarramento. Il giorno successivo, Alessandro ordinò l'assalto, ma trovò una feroce resistenza da parte degli Assaceni. Nonostante ciò, Tolomeo riuscì a difendere l'avamposto. Per tre giorni, i difensori celebrarono la loro vittoria temporanea battendo i tamburi. Alessandro rispose inviando, durante la notte, un messaggio a Tolomeo tramite un disertore indiano che conosceva bene il luogo, per organizzare un attacco congiunto. All'alba, Alessandro guidò le sue truppe lungo il sentiero utilizzato da Tolomeo. Dopo violenti combattimenti, riuscì a raggiungere Tolomeo nella notte; tuttavia, un nuovo assalto lanciato il giorno seguente non ebbe maggior successo.

### Costruzione del terrapieno e capitolazione degli Assaceni
(Arriano, IV, 29)
Nonostante il fuoco degli Assaceni, l'opera fu completata in tre giorni, raggiungendo l'altezza della rocca. Di fronte a tale dimostrazione di audacia, gli Assaceni inviarono un negoziatore per offrire la resa della fortezza in cambio della garanzia di avere salva la vita. In realtà, speravano di guadagnare tempo per fuggire durante la notte. Venuto a conoscenza del loro piano, Alessandro concesse loro il tempo necessario per avviare la ritirata, ma poi, alla guida di 700 uomini, tra cui la sua guardia personale (agema) e gli ipaspisti, lanciò l'assalto finale. Molti Assaceni furono uccisi; alcuni, per evitare la cattura, preferirono gettarsi dai precipizi.

### Varianti strategiche menzionate da Diodoro Siculo
Secondo Diodoro Siculo, Alessandro avrebbe usato una strategia diversa, simile a quella impiegata da Ificrate: una volta terminata la piattaforma, Alessandro avrebbe fatto ritirare l'avamposto eretto nel passaggio, lasciando così agli Assaceni una via di fuga, il che gli avrebbe permesso di prendere la fortezza senza un combattimento diretto.

## Esito
Dopo la conquista della fortezza, Alessandro celebrò sacrifici in onore di Nike e fece erigere un altare, le cui tracce sono state identificate dall'archeologo Aurel Stein. Una guarnigione fu lasciata sul posto sotto il comando di un asiatico, un tempo sostenitore di Besso, con il compito di sorvegliare il confine del Gandhara. Tuttavia, la regione fu affidata al satrapo Nicanore, che venne presto ucciso durante una nuova rivolta degli Assaceni.
Questo assedio evidenzia la perseveranza e le abilità strategiche di Alessandro, nonché la sua capacità di adattarsi a situazioni impreviste, schiacciando la resistenza locale e consolidando il suo dominio nella regione del Gandhara.

### Storie antiche
- Arriano, Anabasi, IV, 29-30.
- Diodoro Siculo, Biblioteca storica, XVII, 85, 3-7.
- Cuzio Rufo, Storia di Alessandro Magno, VIII, 11, 6-7.

### Saggi e biografie
- (FR) Pierre Briant, Alexandre le Grand, PUF, 1994  [1974],  p. 178.
- (FR) Paul Faure, Alexandre, Fayard, 1985,  p. 578.
- (FR) Paul Goukowsky, Le monde grec et l'Orient - Alexandre et la conquête de l'Orient, vol. 2, PUF, 1993  [1975],  p. 307.